# かとうちあき
かとう ちあき（加藤千晶、1980年。(昭和55年)11月13日 - ）は、日本のフリーライター。野宿愛好家。人生をより低迷させる旅コミ誌『野宿野郎』編集長。著書に『野宿入門』『野宿もん』『あたらしい野宿(上)』『バスに乗ってどこまでも』、共著に『今日も盆踊り』がある。「お店のようなもの2号店」の店主。

## 人物
神奈川県横浜市出身。両親と弟の4人家族。
野宿を始めたのは女子校時代の15歳。高校1年の春休みに、クラスメートと横浜市鶴見区の学校から熱海まで、側溝の中などで2泊しながら約80km歩く。
高校3年の夏休みには、無人駅/公園/公衆トイレなどで野宿しながら、青森県の竜飛岬から山口県下関市まで53日間歩いて本州横断。
大学4年次には春から秋まで4~5ヶ月、北海道で野宿の旅をする。
卒業後、2004年に22歳で雑誌『野宿野郎』を創刊。大学でバイトをしていた介護福祉士の仕事を時々しながら、2010年までに7号を発行。
2016年に『野宿野郎』Kindle版を作成。
2006年頃から、夏はお祭りに行って野宿をする「お祭り野郎」になる。
2014年10月30日、情報発信拠点として「お店のようなもの」開店（2018年11月30日閉店）。
2019年4月1日「お店のようなもの 2号店」開店。

## 著書

### 単著
- 『野宿入門　ちょっと自由になる生き方』草思社、2010年、ISBN 978-4794217769。
- 『野宿もん』徳間書店、2012年、ISBN 978-4198633417。『本とも』連載「野宿女子」を単行本化
- 『野宿入門』草思社文庫、2012年、ISBN 978-4794219077。
- 『あたらしい野宿（上）』亜紀書房、2013年、ISBN 978-4750513232。
- 『バスに乗ってどこまでも』双葉社、2014年、ISBN 978-4575307368。『増刊大衆』連載「日本列島１万円高速バスの旅」を単行本化。高速バス＋野宿の旅。

### 共著
- 小野和哉・かとうちあき『今日も盆踊り』タバブックス、2015年、ISBN 978-4907053109。

### 連載
- 「野宿女子」（徳間書店『本とも』/2010-2011）。
- 「日本列島1万円高速バスの旅」（双葉社『増刊大衆』/2011-2013）。
- 「野宿あっちこっち」（『神奈川新聞』日曜版 /2014年4月6日-2017年3月5日）。
- 「このマンガもすごい！」（中央公論新社『中央公論』2019-）。

### 編著
- 『野宿野郎』1号、2004年10月31日、ASIN B01M9EIP81。特集「野宿、100人に聞きました」。
- 『野宿野郎』2号、2005年1月31日、ASIN B01M34RE85。特集「お遍路野宿」。
- 『野宿野郎』3号、2005年7月31日、ASIN B01MTKWUG0。特集「一周とか、縦断とか」。
- 『野宿野郎』4号、2006年3月中旬、ASIN B01N427F41。特集「野宿LOVE」。
- 『野宿野郎』5号、2006年12月31日、ASIN B01N1N1DCQ。特集「駅寝ってどうよ？」。
- 『別冊！ 野宿野郎』2008年1月。
- 『野宿野郎』6号、2008年9月中旬。特集「念願の、トイレ野宿の世界」。

トイレ野宿初体験記。便座は用を足すだけでなく、蓋を閉めればテーブルにもなるなど。公衆トイレで開かれた「多摩川トイレ野宿国際会議」も収録。
- 『野宿野郎』7号、2010年3月中旬。

不完全だった6号の増補改訂版。「結婚と野宿」の予定が、結婚して野宿した人がいないため原稿が集まらなかった。
- 『野宿野郎　6号＋7号』、2017年01月25日、ASIN B01MRA790Z。

### その他
- 『仕事文脈 vol.5』タバブックス、2014年、ISBN 978-4907053079。「のようなもの」で生きていく[15]。
- 『仕事文脈 vol.12』タバブックス、2018年、ISBN 978-4907053246。「0円ショップ」体験レポート[16]。
- 『仕事文脈 vol.18』タバブックス、2021年、ISBN 978-4907053482。座談会：たかがドラマなんだけれども　アライユキコ×かとうちあき×宮川真紀　ほか[17]。
- 『このマンガがすごい!』宝島社。アンケート、記事執筆。

## プロデュースした野宿イベント
- 毎年6/19 と9/19「野宿の日」。数字の「6」と「9」は、90度回転させると平仮名の「の」になり[18]、「19」「じゅく」は語呂合わせ[19]。
- 毎年9月または10月第3土曜「チャリティー野宿」[20]（六角橋商店街）。ドッキリヤミ市場のイベント。
- 毎年春「お花見野宿」[21]、毎年12月31日「年越し野宿」[22]など。
- 2015年「面接野宿」[23]（山下公園）。スーツを着た就活生の野宿歴や低迷歴を聞いて野宿。かとうが社長を名乗る「会社のようなもの『野宿野郎』」は、週休7日で給与0円。だれでも入社でき、勝手に「なにか」になれる。
- 2016年08月27日「愛は地球を野宿！24時間野宿」[24]（新橋駅前SL広場）。
- 2017年06月17日「結婚のようなもの」[25]（山下公園）。

新郎のようなものは、映画監督の藤川佳三。かとうが婚姻制度に反対しているため「不入籍」。当日は、皆で盆踊りを踊った後、「結婚制度反対」とコールしながら山下公園をパレード。新婦の挨拶では「これからも他の人との恋愛は自由にします」と宣言。結婚の後は、皆で野宿。
- 2019年06月26日「トゲトゲ野宿」[26]（渋谷区）。排除アートの上で野宿。
- 2019年07月26日-28日「ノジュロック・フェスティバル ’19」[27]（相模川河川敷）。
- 2019年12月31日「改元野宿」[28]（北の丸公園）。
- 2020年08月21日-23日「ノジュロック・フェスティバル ’20」[29]（相模川河川敷）。
- 2020年-2021年「勝手に神輿を担がせろ！デモ、自主メーデー！横浜一揆」[30]。
- 2020年-2021年「ノジュリンピック」[31][32]。寝袋をバトンのように受け継ぐ「生なる寝袋リレー」など。
- 2021年06月25日「反オリパラ野宿」（横浜赤レンガ倉庫）[33]、2021年07月17日「反オリパラ野宿 in江の島」（江ノ島・湘南海岸）。

## 思想、言葉など
- 野宿を「消極的野宿」と「積極的野宿」に分類している。消極的野宿は、お金がない、終電を逃したなど、仕方なくおこなう野宿。安心感がない一方で、必死に寝場所を探し、朝を迎える嬉しさがある。積極的野宿は、旅先での野宿など、計画的におこなう野宿。日ごろから野宿スキルを高めておけば、いざというときに「なんとかなる」感覚を得られる[6]。どこにでも寝られると思えば、夜は家や宿に帰って眠るものという、当たり前から開放される。世間体/お金/しがらみ/土地の所有概念からも自由になれる[34]。
- 野宿においては、「掛け布団=寝袋」と「敷き布団=マット/新聞紙/ダンボール」が大事[35]。
- 公共の場で寝場所を探していると、予想外のことがたくさん起きるので、すべて楽しむ心持ちでないとやっていけず、何でも面白がれるようになる[8]。
- 野宿をしていると、地べたという低い目線、いちばん弱い立場から見知らぬ人との関わりが生まれる。野宿を通じて、ダメな自分を意識し、他人のダメさも受け入れて、愛せるようになる[8]。

## 出演

### 書籍
- 『北欧女子オーサが見つけた日本の不思議』第3巻、オーサ・イェークストロム、KADOKAWA、2017年、ISBN 978-4040674230。
- 『晩酌百景 11人の個性派たちが語った酒とつまみと人生』パリッコ、シンコーミュージック、2018年、ISBN 978-4401645282。
- 『本好き女子のお悩み相談室』南陀楼綾繁、筑摩書房、2018年、ISBN 978-4480434937。

### ラジオ番組
- PLATOn（J-WAVE、2008年1月22日）
- ザ・フリントストーン（Bay FM、2008年5月4日）[36]
- 安住紳一郎の日曜天国（TBSラジオ、2009年7月26日）[37]
- PLATOn（J-WAVE、2010年8月30日~9月2日）
- ザ・フリントストーン（Bay FM、2011年2月20日）[38]
- 森本毅郎・スタンバイ！（TBSラジオ、2011年6月29日）[39]
- Blue Ocean（TFM、2011年7月4日）[40]
- ROUTE761（InterFM、2013年4月13日）
- 荻上チキ・Session-22（TBSラジオ、2013年8月14日）[41]
- 日々感謝。ヒビカン（RCCラジオ、2013年9月3日）[42]
- 上柳昌彦 ごごばん！（ニッポン放送、2013年月5日）[43]
- 吉田照美　飛べ！サルバドール（文化放送、2013年9月17日）[44]
- ザ・フリントストーン（Bay FM、2013年10月5日）[45]
- RADIO DONUTS（J-wave、2013年10月26日）
- たまむすび（TBSラジオ、2013年11月21日）[46]
- アポロン（TFM、2014年2月3日）
- オヒルノオト（TFM、2014年10月19日）
- Radio Backers（TFM、2014年10月23日）
- 峰竜太のミネスタ（ラジオ日本、2015年8月28日）
- 荒川強啓　デイ・キャッチ！（TBSラジオ、2015年10月29日）

### テレビ番組
- 東京マスメディア会議 2（フジテレビ、2008年1月4日）[47]
- 東京マスメディア会議 3（フジテレビ、2008年10月13日）[48]
- 熱中時間（NHK BS2など、2008年11月下旬）
- 激論！ どっちマニア（テレビ朝日、2013年3月9日）
- コミュニてれび（BSスカパー！、2013年11月18日）
- The MONDO Times（MONDO TV、2014年3月5日）[49]
- 噂の現場直行ドキュメン　ガンミ!!（TBSテレビ、2014年3月8日）
- Nスタ（TBSテレビ、2014年7月22日）
- 肉食女子部（nottv、2015年11月30日）
- 有吉ジャポン（TBSテレビ、2015年12月18日）
- 突撃！はじめましてバラエティ　イチゲンさん（テレビ東京、2016年2月7日）
- 巷の噺（テレビ東京、2018年10月4日）[50]
- くらべるマネー（フジテレビ、2018年8月17日）[51][52]
- 深夜に発見！ 新shock感（テレビ東京、2018年10月6日）[53]
- Kawaii International（NHK WORLD、2018年11月2日）[54]
- その他の人に会ってみた（TBSテレビ、2019年8月6日）
- リトルトーキョーライフ（テレビ東京、2019年8月14日）[55]
- シューイチ（日テレ、2019年9月11日）[56]